# 广宁郡 (北齐)
广宁郡，中国北齐时设置的郡。
- 北齐改新蔡郡置广宁郡，治所在新蔡县（今河南新蔡县）。北周时下辖新蔡县、澺水县、包信县。隋文帝开皇三年（583年）废广宁郡，属县直属豫州。
- 北魏桑乾郡，北齐以置朔州，改桑干郡为广宁郡，属朔州，治所即今山西朔州市山阴县东南12.5公里山阴城镇北夏关城。北周郡废，大业初州废。